# Cesare De Marchi (calciatore)
Cesare De Marchi (Genova, 19 settembre 1890 – San Martino del Carso, 28 agosto 1915) è stato un calciatore italiano, di ruolo centrocampista.

## Biografia
Nato a Genova, è noto anche come De Marchi I per distinguerlo dal fratello Adevildo De Marchi, centrocampista dell'Andrea Doria e del Genoa.
Divenne avvocato ed allo scoppio della prima guerra mondiale venne chiamato sotto le armi. De Marchi morirà, con il grado di sottotenente di fanteria, sul fronte, a San Martino del Carso il 28 agosto 1915. Verrà decorato con la Medaglia di Bronzo al Valor Militare.

## Carriera
Cresce calcisticamente nella Società Ginnastica Andrea Doria, dove gioca dalla stagione 1908 alla stagione 1914-1915.
Esordì con i biancoblu il 17 maggio 1908 nella sconfitta casalinga per 2-1 contro l'US Milanese nella Prima Categoria 1908.
L'anno seguente segnò il suo primo gol il 21 febbraio, nell'incontro di spareggio contro il Genoa per la vittoria del girone eliminatorio ligure che terminò 2 a 1 per i rossoblu.
La stagione successiva De Marchi con il suo club si piazza all'ottavo ed penultimo posto della Classifica Finale.
Nel campionato 1910-1911 ottiene il quarto posto, nel campionato 1911-1912 il settimo.
Nella stagione 1912-1913, De Marchi ed i suoi non superano il girone eliminatorio lombardo-ligure, piazzandosi quarti, mentre nella Prima Categoria 1913-1914 non supereranno il girone ligure-piemontese piazzandosi al sesto posto.
Nella stagione 1914-1915 l'Andrea Doria e De Marchi riuscirono a qualificarsi alle semifinali nazionali grazie al terzo posto nel girone eliminatorio della Liguria e del basso Piemonte.
Nelle semifinali nazionali, giocheranno nel girone D dove giunsero al secondo posto a due punti dall'Inter.
Il campionato 1914-1915 fu l'ultimo che De Marchi disputò, poiché morirà nel 1915 durante il primo conflitto mondiale.